# 성북구의 역사
성북구의 역사는 서울특별시 성북구의 역사에 대해 다룬다. 
1949년 8월 13일 제정된 대한민국 대통령령 제159호에 따라 동대문구 일부와 경기도 고양군 숭인면을 관할로 하여 성북구가 설치되었고 석관리, 장위리, 번리, 우이리, 수유리, 상월곡리, 하월곡리, 미아리, 정릉리와 같은 고양군 숭인면에서의 편입지역을 관할하는 성북구 숭인출장소도 같은 날 제정된 대통령령 제160호 서울시구출장소설치에관한건에 따라 설치되었다. 법정동인 안암동을 1·2·3·4·5가로 분할하고, 돈암동 일부를 행정동인 동소문동, 동선동 및 삼선동으로 분동하였다.
1950년 숭인출장소 소속 "리"가 모두 "동"으로 명칭이 바뀌었고 1962년 11월 21일 제정된 제1172호 서울특별시·도·군·구의관할구역변경에관한법률에 따라 당해 12월 12일 경기도 양주군 노해면을 편입하였다. 이후 서울특별시조례 제274호에 따라 1963년 1월 1일 돈암동 일부를 분리하여 법정동인 동소문동 1·2·3·4·5·6·7가, 동선동 1·2·3·4·5가 및 삼선동 1·2·3·4·5가를 설치했고 1973년 3월 12일 제정된 대통령령 제6548호 서울특별시의구의관할구역변경에관한규정에 따라 7월 1일 일부 행정구역이 새로 설치된 도봉구로 분리되었다.
1975년 9월 23일 제정된 대통령령 제7816호에 따라 10월 1일 일부 행정구역이 성북구로 편입되었고 2007년 12월 30일 성북1동과 성북2동, 동소문동 일부를 성북동으로, 삼선1동과 삼선2동, 동소문동 일부를 삼선동으로, 동선1동과 동선2동을 동선동으로, 길음2동을 길음1동으로, 종암1동과 종암2동을 종암동으로, 석관1동과 석관2동을 석관동으로, 월곡3동과 4동을 월곡1동으로, 상월곡동을 월곡2동으로 합동하고 길음3동을 길음2동으로 개칭하였다.